# Mikroregion Joaçaba

Mikroregion Joaçaba

Mikroregion Joaçaba – mikroregion w brazylijskim stanie Santa Catarina należący do mezoregionu Oeste Catarinense. Ma powierzchnię 11.780,8 km²

## Gminy
- Água Doce
- Arroio Trinta
- Caçador
- Calmon
- Capinzal
- Catanduvas
- Erval Velho
- Fraiburgo
- Herval d'Oeste
- Ibiam
- Ibicaré
- Iomerê
- Jaborá
- Joaçaba
- Lacerdópolis
- Lebon Régis
- Luzerna
- Macieira
- Matos Costa
- Ouro
- Pinheiro Preto
- Rio das Antas
- Salto Veloso
- Tangará
- Treze Tílias
- Vargem Bonita
- Videira